# Josu Arzoz Azofra
Josu Arzoz Azofra (geboren am 7. Mai 2004 in Zizur Txikia) ist ein spanischer Handballspieler, der auf der Spielposition am Kreis eingesetzt wird.

## Vereinskarriere
Xavier González spielte bei SCDR Anaitasuna, mit dessen erster Mannschaft er in der Saison 2022/2023 in Spaniens erster Handballliga debütierte. Zur Spielzeit 2024/2025 wechselte er auf Leihbasis zu EÓN Alicante, der in der zweiten Liga spielte und mit dem ihm der Aufstieg in die 1. Liga gelang. Ab Sommer 2025 läuft er für Viveros Herol Balonmano Nava auf.

## Auswahlmannschaften
González stand ab 2019 im Aufgebot spanischer Nachwuchsauswahlmannschaften.
Am 4. November 2021 debütierte er gegen die Auswahl Schwedens in der Jugendnationalmannschaft Spaniens. Er nahm als Jugendnationalspieler an der Mittelmeermeisterschaft 2022 (1. Platz), der U-18-Europameisterschaft 2022 (1. Platz) und an der U-19-Weltmeisterschaft 2023 (1. Platz) teil. Insgesamt bestritt er 40 Spiele mit der Auswahl, dabei warf er 73 Tore.
Mit den spanischen Junioren, für die er im März 2024 erstmals auflief, nahm er an der U-20-Europameisterschaft 2024 (1. Platz) und an der U-21-Weltmeisterschaft 2025 (9. Platz) teil.

## Erfolge
- Mittelmeermeisterschaft 2022: 1. Platz
- U-18-Europameisterschaft 2022: 1. Platz
- U-19-Weltmeisterschaft 2023: 1. Platz
- U-20-Europameisterschaft 2024: 1. Platz